# Gabinete Binacional Perú-Bolivia
El Encuentro Presidencial y Gabinete Binacional Perú-Bolivia se refiere al encuentro integrado por el conjunto del consejo de ministros del Estado Plurinacional de Bolivia y la República del Perú. La finalidad del gabinete binacional es conseguir acuerdos y lograr entendimientos en materias de interés común entre los poderes ejecutivos de ambos países.
Su fundación y primera versión fue el 23 de junio de 2015 en la ciudad peruana de Puno, donde se reunieron el presidente boliviano Evo Morales y el peruano Ollanta Humala y sus respectivos gabinetes.
El 30 de octubre de 2021 se reunieron en La Paz los presidentes Luis Arce y Pedro Castillo para celebrar el VI Gabinete BInacional.

## Ediciones
| Edición                              | Año  | Lugar  | Lugar   | Presidentes | Presidentes           | Ref.        |
| Edición                              | Año  | Ciudad | País    | Bolivia     | Perú                  | Ref.        |
| ------------------------------------ | ---- | ------ | ------- | ----------- | --------------------- | ----------- |
| I Gabinete Binacional Perú-Bolivia   | 2015 | Puno   | Perú    | Evo Morales | Ollanta Humala        | [ 1 ]       |
| II Gabinete Binacional Perú-Bolivia  | 2016 | Sucre  | Bolivia | Evo Morales | Pedro Pablo Kuczynski | [ 3 ]       |
| III Gabinete Binacional Perú-Bolivia | 2017 | Lima   | Perú    | Evo Morales | Pedro Pablo Kuczynski | [ 4 ] [ 5 ] |
| IV Gabinete Binacional Perú-Bolivia  | 2018 | Cobija | Bolivia | Evo Morales | Martín Vizcarra       | [ 6 ]       |
| V Gabinete Binacional Perú-Bolivia   | 2019 | Ilo    | Perú    | Evo Morales | Martín Vizcarra       | [ 7 ]       |
| VI Gabinete Binacional Perú-Bolivia  | 2021 | La Paz | Bolivia | Luis Arce   | Pedro Castillo        | [ 2 ]       |